# Orlando Robinson
Orlando Lamon Robinson Jr (ur. 10 lipca 2000 w Las Vegas) – amerykański koszykarz, występujący na pozycjach silnego skrzydłowego lub środkowego, aktualnie zawodnik zespołu Miami Heat oraz zespołu G-League – Sioux Falls Skyforce.

## Osiągnięcia
Stan na 21 czerwca 2023, na podstawie, o ile nie zaznaczono inaczej.
NCAA
- Laureat nagród:
  - Bob Duncan Bulldog of the Year  (2022)
  - Mountain West Scholar Athlete (2021)
  - Jersey Mike's Naismith Trophy Player of the Year (Midseason Team – 2021)
- MVP turnieju:
  - The Basketball Classic (2022)
  - Venue Twin Southern California Challenge (2021)
- Zaliczony do:
  - I składu:
    - All-Mountain West (2022)
    - defensywnego Mountain West (2022)
    - Academic All-Mountain West (2021)

  - II składu All-Mountain West (2021)
  - składu honorable mention All-Mountain West (2020)
- Zawodnik tygodnia:
  - NCAA – Lute Olson National Player of the Week i MW Player of the Week (17.01.2022)
  - konferencji Mountain West (17.01.2022)
- Lider konferencji Mountain West (MWC) w liczbie:
  - punktów (2022 – 700)
  - celnych rzutów z gry (2022 – 251)

NBA
- Wicemistrz NBA (2023)[4]